# دسترسی مستقیم حافظه از راه دور
در رایانش، دسترسی مستقیم حافظه از راه دور (به انگلیسی: Remote direct memory access) یا RDMA یک دستیابی مستقیم به حافظه برای حافظه‌ای از یک رایانه به رایانه‌ای دیگر بدون درگیر شدن سیستم‌عامل هیچ یک از طرفین است. این کار شبکهٔ توان بالا و تأخیر پایین را ممکن می‌کند که خصوصاً در رایانش خوشه‌ای به شدت موازی مورد کاربرد خواهد بود.

## نمای کلی
این راه‌کار از شبکه‌سازی بدون کپی به کمک ممکن کردن کارت شبکه برای انتقال داده از سیم به صورت مستقیم به حافظه برنامه یا از حافظه برنامه به سیم را منتقل می‌کند و نیاز کپی کردن داده‌ها بین حافظه برنامه‌ها و بافر داده‌ها را در سیستم‌عامل حذف می‌کند. چنین انتقالی نیازی به انجام کاری توسط سی‌پی‌یوها، حافظهٔ نهان یا تعویض زمینه نداشته و انتقال به صورت موازی با سایر اعمال سیستمی انجام می‌شود که این کار باعث کاهش زمان تأخیر در انتقال داده‌ها می‌شود.
هر چند این راه‌کار مشکلات متعددی در رابطه با این مشکل که گره مقصد از انجام درخواست مطلع شود به وجود می‌آورد (ارتباط یک‌طرفه).

## پذیرش
در سال ۲۰۱۸ RDMA مقبولیت بیشتری به دلیل بهینه‌سازی پیاده‌سازیی که کارایی بالا را در زیرساخت شبکه‌ای عادی ممکن کرد، پیدا کرد. برای نمونه، RDMA over Converged Ethernet در حال حاضر می‌تواند بر روی زیرساختی دارای خطا یا بی‌خطا اجرا شود.